# 남산식물원
남산식물원(南山植物園)은 서울시 중구 남산에 있었던 식물원으로, 1968년 12월에 개원하여 2006년까지 운영되었다. 현재는 철거된 상태이다.

## 역사
1968년 6월 서울시에서 어린이의 과학수업을 돕기 위한 식물원의 건립 계획을 발표하였고, 이에 따라 같은해 9월에 착공, 12월 23일에 개관하였다. 게르 모양을 연상케 하는 원형 모양 건물에 삿갓 모양의 지붕 형태로 만들어졌으며, 건평 180여 평(약 600m2)에 1천여 종의 열대식물을 보유하였다.
이듬해(1969) 서울시는 남산식물원하고 더불어, 대형 수족관하고 과학관을 만들어 외국인 관광객하고 서울 시민들을 위한 남산 공원 개발 프로젝트를 계획하였고, 1970년에는 소규모의 동물원이 세워졌다.
남산 식물원은 1호관은 1968년 조선신궁이 철거된 자리에 들어섰으며, 베트남전 참전 군인들이 보내온 메이아소철, 야자수 등을 주로 전시했다. 1971년 재일교포 김용진(金容鎭) 씨가 208종 1만7800본의 선인장류를 기증하면서 2,3,4호관이 차례로 증축, 개원했다(2호관 건축 때 조선신궁 위패 대피소가 발견되기도 했으며, 동물원은 71년 개원).
남산식물원은 개원 당시에는 휴일 1천여 명이 관람하기도 하였고, 2006년에는 총면적 2730m2에 관엽식물, 다육식물, 선인장을 4개관으로 나누어 82과 713종 6405본의 식물을 보유하고 있었다. 서울시는 시설 노후 및 서울성곽 복원 정책에 따라 그곳에 있는 동물하고 식물은 서울대공원 · 어린이대공원 · 인천대공원 · 진주동물원 등으로 분산 이전하고 2006년 10월에 철거가 시작되었으며, 녹지 복원에는 11억원의 예산이 들어갔다.